# Giuseppe Delfino
Giuseppe Delfino (Turín, 22 de noviembre de 1921-Palazzo Canavese, 10 de agosto de 1999) fue un deportista italiano que compitió en esgrima, especialista en la modalidad de espada.
Participó en cuatro Juegos Olímpicos de Verano entre los años 1952 y 1964, obteniendo en total seis medallas: oro en Helsinki 1952, oro y plata en Melbourne 1956, dos oros en Roma 1960 y plata en Tokio 1964. Ganó siete medallas en el Campeonato Mundial de Esgrima entre los años 1950 y 1959.

## Palmarés internacional
| Juegos Olímpicos   | Juegos Olímpicos            | Juegos Olímpicos  | Juegos Olímpicos   |
| Año                | Lugar                       | Medalla           | Prueba             |
| ------------------ | --------------------------- | ----------------- | ------------------ |
| 1952               | Helsinki (Finlandia)        | Medalla de oro    | Espada por equipos |
| 1956               | Melbourne (Australia)       | Medalla de oro    | Espada por equipos |
| 1956               | Melbourne (Australia)       | Medalla de plata  | Espada individual  |
| 1960               | Roma (Italia)               | Medalla de oro    | Espada individual  |
| 1960               | Roma (Italia)               | Medalla de oro    | Espada por equipos |
| 1964               | Tokio (Japón)               | Medalla de plata  | Espada por equipos |
| Campeonato Mundial |                             |                   |                    |
| Año                | Lugar                       | Medalla           | Prueba             |
| 1950               | Montecarlo (Mónaco)         | Medalla de oro    | Espada por equipos |
| 1953               | Bruselas (Bélgica)          | Medalla de oro    | Espada por equipos |
| 1954               | Luxemburgo (Luxemburgo)     | Medalla de oro    | Espada por equipos |
| 1955               | Roma (Italia)               | Medalla de oro    | Espada por equipos |
| 1957               | París (Francia)             | Medalla de oro    | Espada por equipos |
| 1958               | Filadelfia (Estados Unidos) | Medalla de oro    | Espada por equipos |
| 1959               | Budapest (Hungría)          | Medalla de bronce | Espada individual  |